# Morti nel 1745
| Questa pagina contiene informazioni ricavate automaticamente dalle voci biografiche con l'ausilio del template Bio e di un bot. L'aggiornamento è periodico e automatico e ricostruisce completamente la pagina. Se manca una persona in questa lista, sei pregato di non aggiungerla, ma accertati piuttosto che la sua voce biografica contenga il template Bio e che i dati anagrafici siano correttamente compilati. Se il template Bio manca, inseriscilo tu stesso o, in alternativa, metti l'avviso {{tmp\|Bio}} che ne segnala la mancanza. Se i dati riportati sono sbagliati, correggi direttamente la voce biografica; le modifiche saranno visibili in questa lista entro pochi giorni. Per chiarimenti vedi il progetto biografie. La lista contiene solo le 81 persone che sono citate nell'enciclopedia e per le quali è stato implementato correttamente il template Bio. Pagina aggiornata al 10 lug 2025. |

## Gennaio(5)
- 3 gennaio - Jean de Bodt, architetto e militare francese (n. 1670)
- 5 gennaio - Maria Eleonora Boncompagni Ludovisi, principessa (n. 1686)
- 9 gennaio - Faustina Maratti, poetessa italiana
- 17 gennaio - Luigi Maria Lucini, cardinale italiano (n. 1666)
- 20 gennaio - Carlo VII di Baviera, sovrano (n. 1697)

## Febbraio(6)
- 5 febbraio - Anna Luisa Föhse, nobildonna tedesca (n. 1677)
- 6 febbraio - Teodor Lubomirski, nobile polacco (n. 1683)
- 8 febbraio - Carlo di Württemberg-Bernstadt, generale prussiano (n. 1682)
- 15 febbraio - Domenico Canevaro, doge (n. 1683)
- 18 febbraio - Nicola Fago, compositore italiano (n. 1677)
- 23 febbraio - Joseph Effner, architetto tedesco (n. 1687)

## Marzo(5)
- 15 marzo - Michel de La Barre, flautista e compositore francese
- 18 marzo - Robert Walpole, politico e nobile britannico (n. 1676)
- 19 marzo - Giovanni Francesco Guerniero, architetto e scultore italiano (n. 1665)
- 27 marzo - Tommaso Crudeli, poeta e giurista italiano (n. 1702)
- 30 marzo - William Gordon, II conte di Aberdeen, nobile e politico scozzese (n. 1679)

## Aprile(3)
- 5 aprile - Anna Teresa di Savoia-Carignano, principessa francese (n. 1717)
- 20 aprile - Giovanni XVII di Alessandria, vescovo cristiano orientale egiziano
- 22 aprile - Henry Howard, X conte di Suffolk, nobile britannico (n. 1706)

## Maggio(6)
- 9 maggio - Tomaso Antonio Vitali, violinista e compositore italiano (n. 1663)
- 13 maggio - Charles Coffey, scrittore e drammaturgo irlandese
- 14 maggio - Charles Churchill, generale e politico inglese (n. 1679)
- 22 maggio - François-Marie de Broglie, nobile e militare francese (n. 1671)
- 28 maggio - Jonathan Richardson, pittore e collezionista d'arte inglese (n. 1667)
- 29 maggio - Carlo Vincenzo Ferrero d'Ormea, nobile e politico italiano (n. 1680)

## Giugno(5)
- 1º giugno - Giovanni Battista Cromer, pittore italiano (n. 1665)
- 4 giugno - Giovanni Guglielmo di Sassonia-Coburgo-Saalfeld, principe e militare (n. 1726)
- 13 giugno - Domenico Antonio Vaccaro, pittore, scultore e architetto italiano (n. 1678)
- 28 giugno - Antoine Forqueray, compositore, clavicembalista e gambista francese (n. 1672)
- 28 giugno - Giovanni Maria delle Piane, pittore italiano (n. 1660)

## Luglio(6)
- 8 luglio - Gundakar Thomas von Starhemberg, economista e politico austriaco (n. 1663)
- 12 luglio - Bartolomeo Rusca, pittore svizzero (n. 1680)
- 14 luglio - Teresa Maria Anna di Schleswig-Holstein-Sonderburg-Wiesenburg, nobildonna tedesca (n. 1713)
- 19 luglio - Ranoji Scindia, funzionario indiano
- 20 luglio - Francesco Orazio della Penna, missionario, traduttore e esploratore italiano (n. 1680)
- 26 luglio - Nikolaj Fëdorovič Golovin, ammiraglio russo (n. 1695)

## Agosto(5)
- 5 agosto - Akinfij Nikitič Demidov, imprenditore russo (n. 1678)
- 10 agosto - Grigorij Petrovič Černyšëv, ufficiale russo (n. 1672)
- 13 agosto - Ernesto Federico II di Sassonia-Hildburghausen, duca tedesco (n. 1707)
- 20 agosto - Yeğen Mehmed Pascià, politico e militare ottomano
- 22 agosto - Anton Kašutnik, gesuita e scrittore sloveno (n. 1688)

## Settembre(4)
- 4 settembre - Cristiano Ernesto di Sassonia-Coburgo-Saalfeld, duca (n. 1683)
- 5 settembre - Simon-Joseph Pellegrin, poeta, librettista e drammaturgo francese (n. 1663)
- 7 settembre - Ermanno II di Promnitz, principe (n. 1683)
- 21 settembre - Gaspar Antonio de la Torre y Ayala, politico e militare spagnolo

## Ottobre(6)
- 2 ottobre - Buonafede Vitali, medico italiano (n. 1686)
- 19 ottobre - Jonathan Swift, scrittore e poeta irlandese (n. 1667)
- 19 ottobre - Lemau de la Jaisse, cartografo e incisore francese (n. 1677)
- 22 ottobre - William Herbert, II marchese di Powis, nobile britannico (n. 1660)
- 23 ottobre - Ludovico Gruno d'Assia-Homburg, generale e nobile tedesco (n. 1705)
- 23 ottobre - Johann Alexander Döderlein, archeologo, meteorologo e numismatico tedesco (n. 1675)

## Novembre(6)
- 8 novembre - Maria Crocifissa Satellico, religiosa italiana (n. 1706)
- 16 novembre - James Butler, II duca di Ormonde, militare e politico irlandese (n. 1665)
- 16 novembre - Johann Lucas von Hildebrandt, architetto austriaco (n. 1668)
- 20 novembre - Bartolomeo Massei, cardinale e arcivescovo cattolico italiano (n. 1663)
- 29 novembre - Matteo Egizio, storico, bibliotecario e numismatico italiano (n. 1674)
- 30 novembre - Johann Ernst Elias Bessler, inventore tedesco (n. 1680)

## Dicembre(9)
- 5 dicembre - Gabriel Herman Antun Patačić, arcivescovo cattolico croato (n. 1699)
- 6 dicembre - Imre Esterházy, arcivescovo cattolico ungherese (n. 1665)
- 12 dicembre - Pierre Taffin, nobile e imprenditore francese (n. 1664)
- 13 dicembre - Giovanni Verocai, compositore e violinista italiano
- 16 dicembre - Pierre-François Guyot Desfontaines, abate, critico letterario e traduttore francese (n. 1685)
- 19 dicembre - Jean-Baptiste van Loo, pittore francese (n. 1684)
- 21 dicembre - Georg Christoph Martini, pittore, scultore e scrittore tedesco (n. 1685)
- 23 dicembre - Jan Dismas Zelenka, compositore ceco (n. 1679)
- 27 dicembre - Johan Richter, pittore svedese (n. 1665)

## Senza giorno specificato(15)
- Pietro Giovanni Abbati, scenografo, pittore e incisore italiano
- Martino Altomonte, pittore italiano (n. 1657)
- Giacomo Franceschini, pittore italiano (n. 1672)
- Louis Francœur, violinista e compositore francese
- Domenico Gagliardi, medico, scrittore e filosofo italiano (n. 1660)
- Giovanni Lorenzo Gregori, compositore e violinista italiano (n. 1663)
- Johann Christoph Heilbronner, matematico e teologo tedesco (n. 1706)
- Ahmad I Karamanli, militare ottomano (n. 1686)
- Henry Jennings, pirata e corsaro inglese (n. 1681)
- Giovanni Francesco Marchini, pittore italiano (n. 1672)
- Ibrahim Muteferrika, diplomatico, tipografo e economista ottomano (n. 1674)
- Ion Neculce, storico rumeno (n. 1672)
- Ortai, politico e funzionario cinese (n. 1677)
- Giovanni Pacassi, scultore italiano (n. 1686)
- Louis Sauveur Villeneuve, ambasciatore francese (n. 1675)